# György Ádám
György Ádám (n. 8 iunie 1882, Târgu Jiu – d. 2 aprilie 1906, Cluj) a fost un scriitor și filozof maghiar din Transilvania.